# Acanthodelta basalis
Acanthodelta basalis är en fjärilsart som beskrevs av Emilio Berio 1954. Acanthodelta basalis ingår i släktet Acanthodelta och familjen nattflyn. Inga underarter finns listade i Catalogue of Life.